# San José Obrero

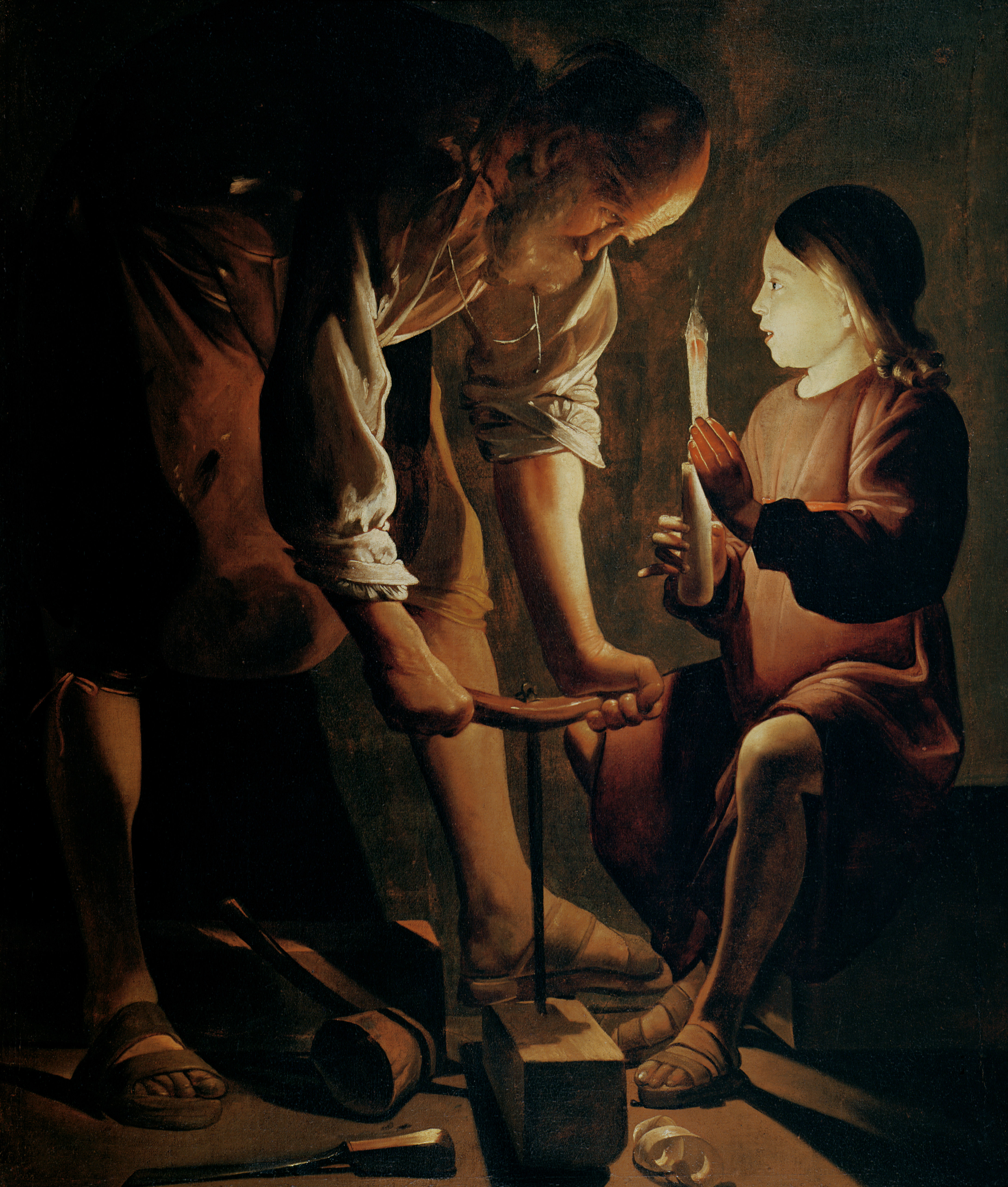
San José, carpintero, trabaja una viga delante de Jesús. Óleo de Georges de Latour (1593-1652)

San José Obrero, en latín Sancti Joseph opificis, celebración litúrgica de la Iglesia católica, establecida por Pío XII, en 1955, el 1 de mayo, coincidiendo con el día que el mundo laboral celebra como su festividad propia.

## José artesano
El evangelio se refiere a José como el artesano (en el original griego, «τεχτων») y con él trabajó Jesús, que era conocido como "artesano". Los primeros escritores cristianos suelen hablar de él como carpintero; "San Justino, hablando de la vida de trabajo de Jesús, afirma que hacía arados y yugos; quizá, basándose en esas palabras, San Isidoro de Sevilla concluye que José era carpintero. En todo caso, un obrero que trabajaba al servicio de sus conciudadanos, que tenía una habilidad manual, fruto de años de esfuerzo y de sudor."
Pío IX en 1847 estableció para la Iglesia universal la celebración de San José como patrono de los trabajadores, fijándola para el tercer domingo de Pascua. León XIII, en su encíclica Quamquam pluries, resaltó el papel del trabajo en la vida de San José y su ejemplo para los trabajadores; y Pío X, trasladó esta al miércoles anterior. Fue Pío XII quien en 1955, estableció su memoria litúrgica el 1 de mayo, con el título de San José Obrero.

## Origen de la fiesta
En Estados Unidos, la Federación Americana del Trabajo, convocó para el 1 de mayo de 1868 una huelga general pidiendo que se estableciese la jornada máxima de trabajo de 8 horas, la huelga fue especialmente seguida en Chicago, donde se prolongó durante los días 2 y 3, con numerosos heridos y muertos. El Congreso Obrero Socialista de la Segunda Internacional, celebrado en París en 1889, es una jornada de lucha reivindicativa y de homenaje a los Mártires de Chicago. A lo largo del siglo XX, se extendió por la mayor parte de los países la celebración de ese día como fiesta del trabajo, con un carácter reivindicativo, aunque suavizado por la propias conquistas sociales, y su consideración como una fiesta laboral.
En ese contexto reivindicativo en el que Pío XII decisión establecer la fiesta litúrgica de San José Obrero el 1 de mayo. Así lo comunicó en el discurso dirigido a la Associazioni Cristiane Lavoratori Italiani (ACLI) el 1 de mayo de 1955. Comienza su discurso recordando que desde el origen de la ACLI, el papa había puesto a esta asociación bajo el patrocinio de San José. Se refiere después a la labor que los cristianos han de realizar para dar un sentido cristiano al trabajo, y hacer que la justicia reine en las relaciones laborales. En este sentido afirma que como 

Vicario de Cristo, queremos reafirmar [estos valores], aquí, en esta jornada del 1 de mayo que el mundo del trabajo se ha otorgado a sí mismo como celebración propia, con la intención de que todos reconozcan la dignidad del trabajo, y que este inspire la vida social y las leyes, basadas en el reparto equitativo de derechos y deberes. Así el 1 de mayo, acogido por los obreros cristianos, y casi recibiendo el crisma cristiano, lejos de ser un despertar de la discordia, el odio y la violencia, es y será una invitación recurrente a la sociedad moderna a hacer lo que aún falta. a la paz social. Fiesta cristiana, por tanto; es decir, un día de júbilo por el triunfo concreto y progresivo de los ideales cristianos de la gran familia del trabajo.
Pío XII, Discurso del 1 de mayo de 1955.

Continúa explicando que precisamente con ese significado ha instituido la fiesta litúrgica de San José artesano, asignándolo precisamente el 1 de mayo, consciente de que el humilde obrero de Nazaret personifica ante Dios y la Iglesia la dignidad del trabajo manual.

## Significado de la fiesta
En el Breviario la solemnidad de San José se presenta con las siguientes palabras:

"Para que la dignidad del trabajo humano, y los principios que la sustentan sean grabados profundamente en las almas, Pío XII instituyó la fiesta de San José obrero, a fin de que brinde su ejemplo y protección a todas las uniones de trabajadores. A imitación suya, aquellos que ejercen profesiones laboriosas deben aprender con qué espíritu y enfoque llevar a cabo su cargo para que, obedeciendo el principio del orden de Dios, sometan la tierra y contribuyan a la prosperidad económica, obteniendo, al mismo tiempo, las recompensas de la vida eterna.

Y el guardián previsor de la Familia de Nazaret no abandonará a los que son sus compañeros de oficio y de trabajo: los cubrirá con su protección y enriquecerá sus hogares con riquezas celestiales.
Breviario romano, Solemnidad de S. José Obrero